# Benacus griseus
Espèce
Benacus griseus est une espèce de punaises d'eau géantes.